# Puech David
Ne doit pas être confondu avec Pech-David.
Le puech David est un sommet du Massif central appartenant aux monts de la Margeride.

## Toponymie
Puech est la transcription en français du terme occitan puèg, en graphie normalisée, ou puèch, en graphie mistralienne, dérivé du latin ped qui donne podium et signifie « petite hauteur, mont, colline, piton, montagne ».

## Histoire
Le siège initial des huit baronnies du Gévaudan se trouvait au puech David.

## Géographie

### Accès
Le sommet est accessible via le col du Cheval Mort (1 449 m), un chemin permet ensuite de monter en direction du puech.

### Situation
Le puech David est situé sur une ligne de crêtes à environ 2 km à vol d'oiseau du signal de Randon, dans la commune de Monts-de-Randon en Lozère.